# Ford Capri
O Ford Capri, um dos mais emblemáticos coupés europeus, desde 24 de Janeiro 1969. Começou por surgir como 'Projecto Colt' nos ateliers da Europa, como resposta ao sucesso que o Mustang estava a ter do outro lado do Atlântico, e cedo se mostrou um caso de sucesso no Velho Continente.
Depois de várias propostas e desenhos terem sido analisados, em meados de 1966, a Ford deu o aval ao início do desenvolvimento do projecto, com um investimento inicial de 20 milhões de libras. Em novembro do ano seguinte, a designação Colt dá lugar a Capri, nome proveniente da ilha sita ao largo de Itália e que a Ford já havia utilizado noutro modelo, o Consul Capri. Quanto a conteúdos, muitos eram oriundos de outros modelos da marca, como os motores, do bloco 1.3 litros (do então novo Escort MKI), ao 2.0 do Corsair, passando pelo 1.6 do Cortina, de onde provinham também as transmissões.
No mesmo mês de 1968 arrancava na fábrica de Halewood (Inglaterra) a produção do Ford Capri, mas com sucesso que viria a conhecer fez com que passasse também a sair de Dagenham (Inglaterra), Genk (Bélgica), Colónia e Saarlouis (Alemanha).
A apresentação pública ocorreu a 24 de janeiro de 1969, por ocasião do Salão de Bruxelas (Bélgica). Depois de três gerações – MKI, MKII e MKIII – a 19 de dezembro de 1986 saía da linha de montagem na Alemanha o último dos Ford Capri, a unidade nº 1.886.647.
Em Portugal foram matriculadas 4.310 unidades do Capri, com as primeiras 115 a serem importadas de Inglaterra em 1969. No ano seguinte iniciava-se a produção do Ford Capri na Fábrica de Montagem de Azambuja, o que sucederia até 1976, último ano da comercialização do modelo em Portugal.
Em Portugal só se comercializaram variantes com motorizações de origem britânica, como sejam os Capri 1300, 1600, 1600GT e 3000GT. Em 1973, no facelift do modelo (que entre nós ficaria a conhecer-se como Capríssimo), foram introduzidos os motores de árvore de cames à cabeça, os conhecidos motores 'Pinto' para os modelos 1600, 1600GT, 2000GT e 3000GT. Em 1974 surge o Capri MKII com as motorizações anteriores. Refira-se que neste ano é importado para Portugal – via Alemanha, para o gerente da Auto Neofor, então Concessionário Ford na Guarda – o único Capri 2600 RS Injection, a jóia da coroa da gama.
Ford Capri foi o nome usado pela Ford Motor Company para três modelos de separados de carros:
- O Ford Consul Capri coupé, produzido pela Ford of Britain entre 1961 e 1964;
- O Ford Capri coupé, produzido pela Ford Europe entre 1969 e 1986;
- O Ford Capri convertible, produzido pela Ford Motor Company of Australia entre 1989 e 1994.

## Galeria
- Primeira geração (1969-1974)
- Segunda geração (1974-1978)
- Terceira geração (1978-1986)